# Araneus pallidus
Araneus pallidus är en spindelart som först beskrevs av Olivier 1789.  Araneus pallidus ingår i släktet Araneus och familjen hjulspindlar. Inga underarter finns listade i Catalogue of Life.

## Bildgalleri

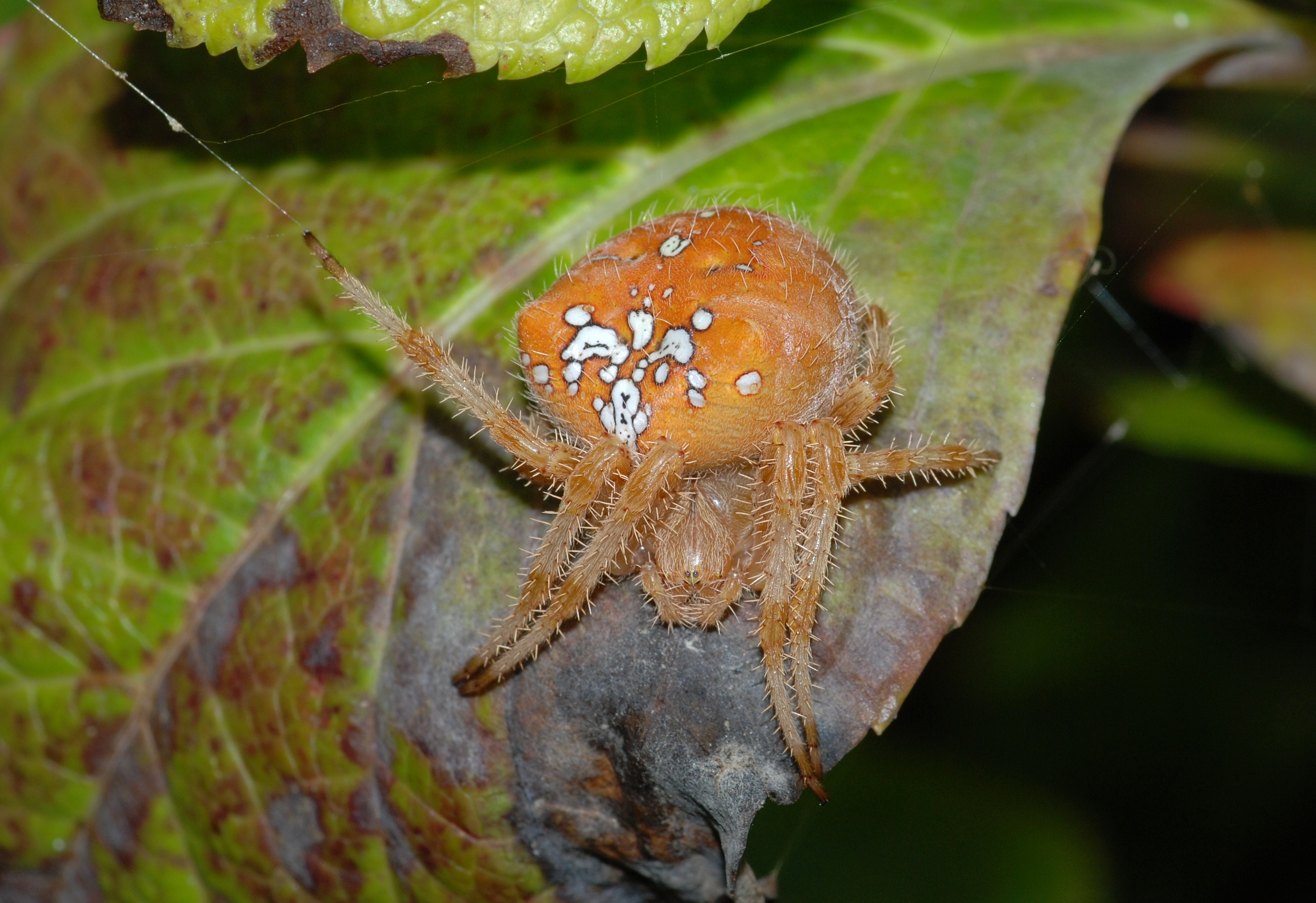
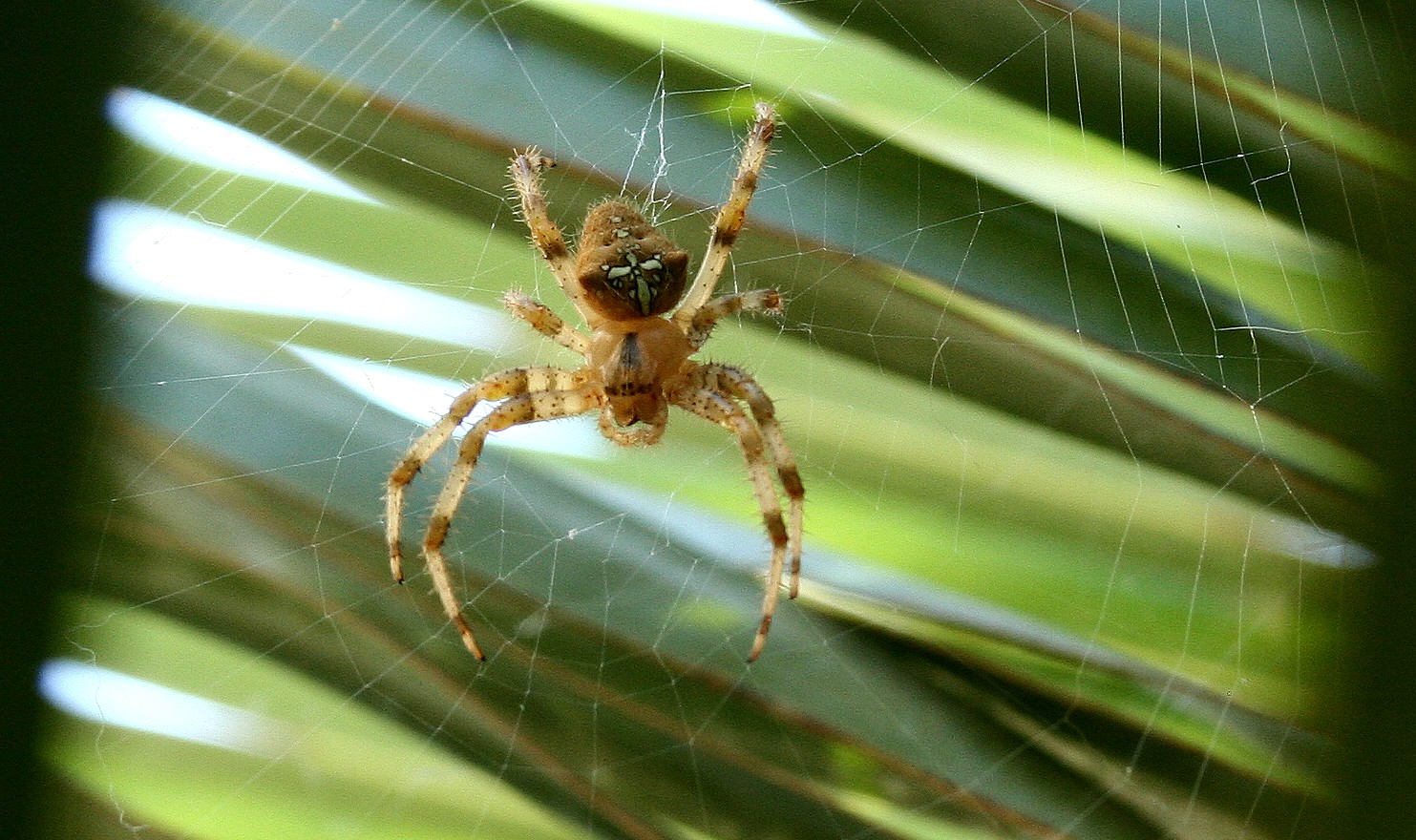
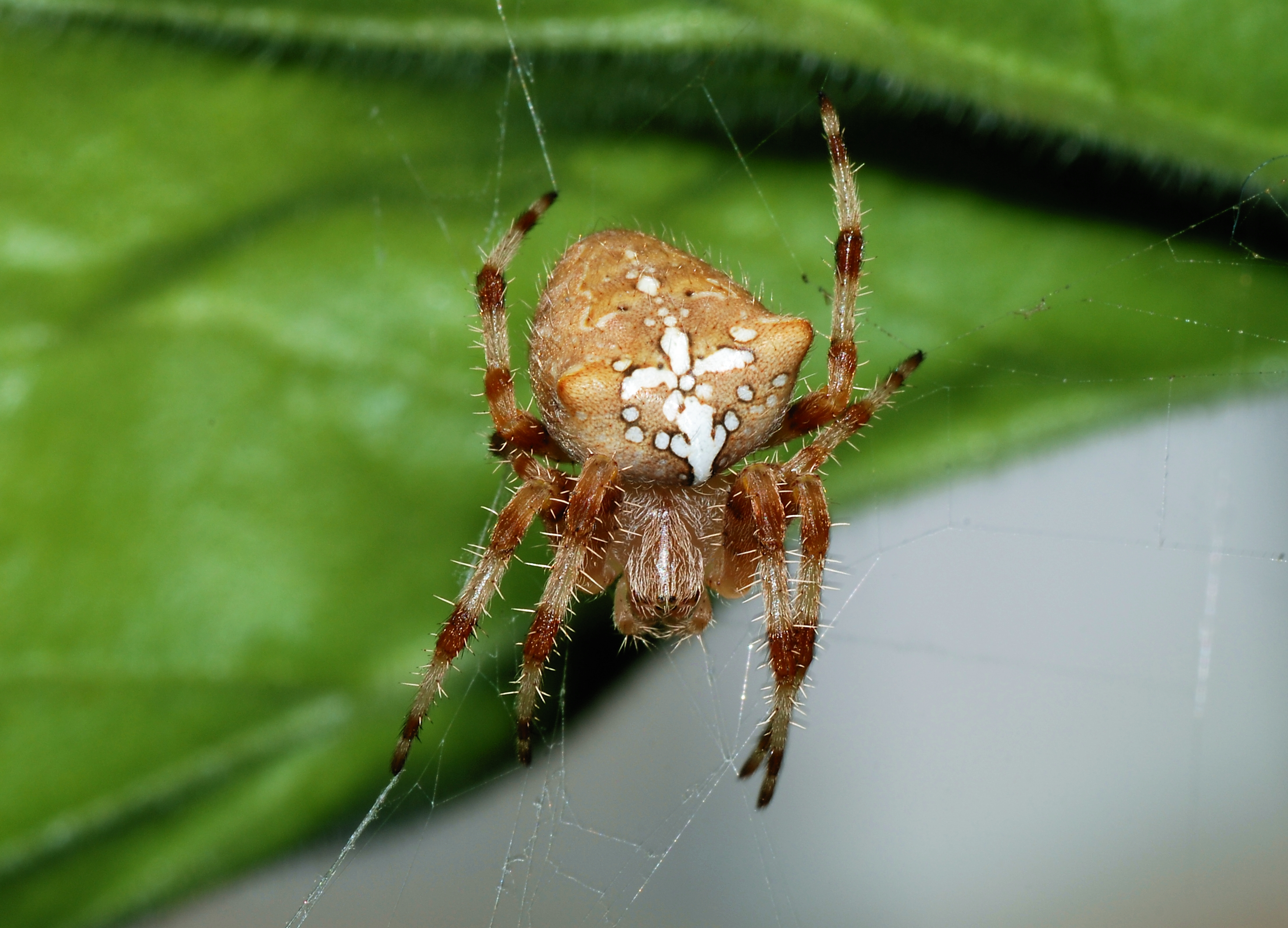
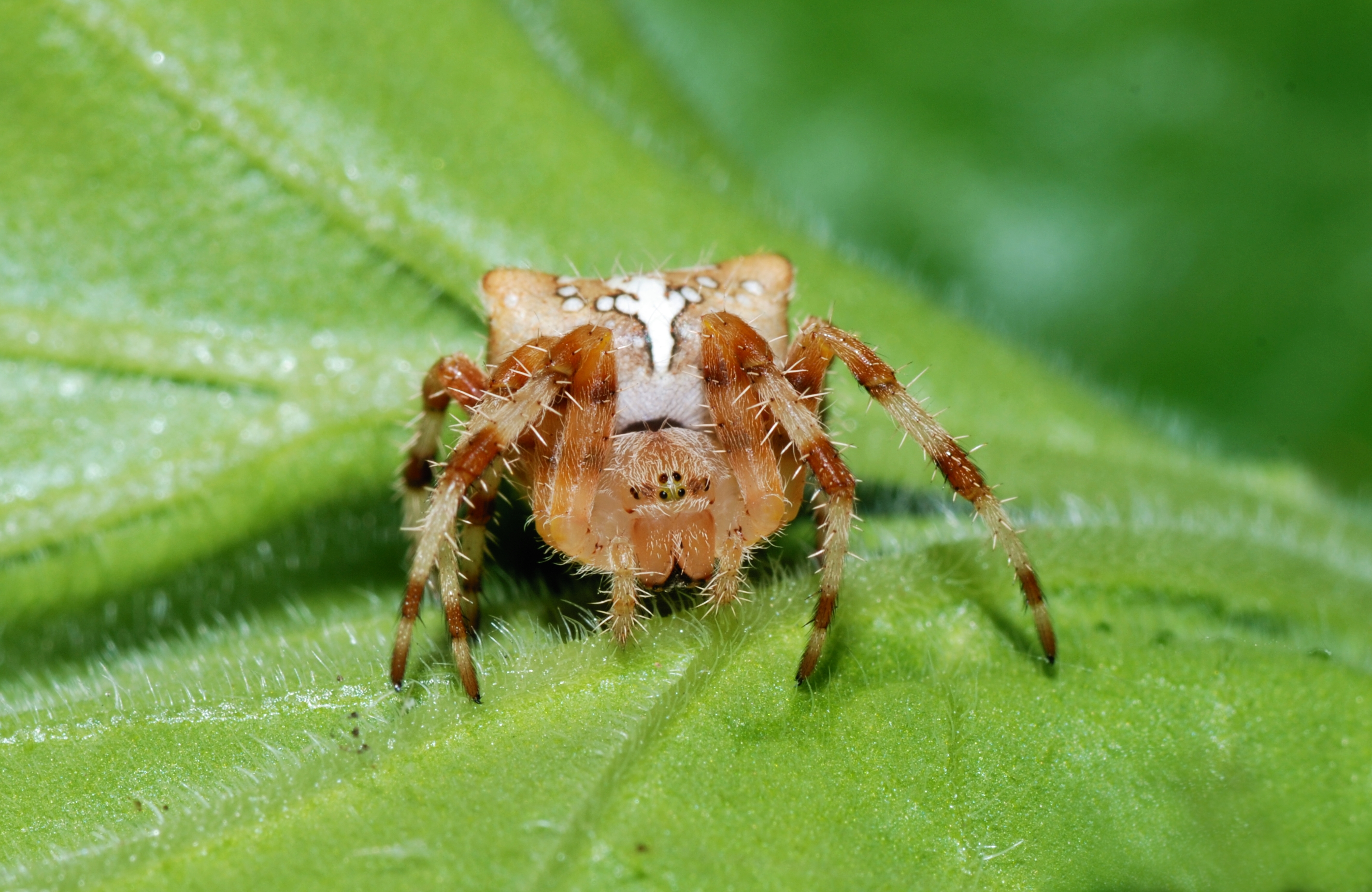
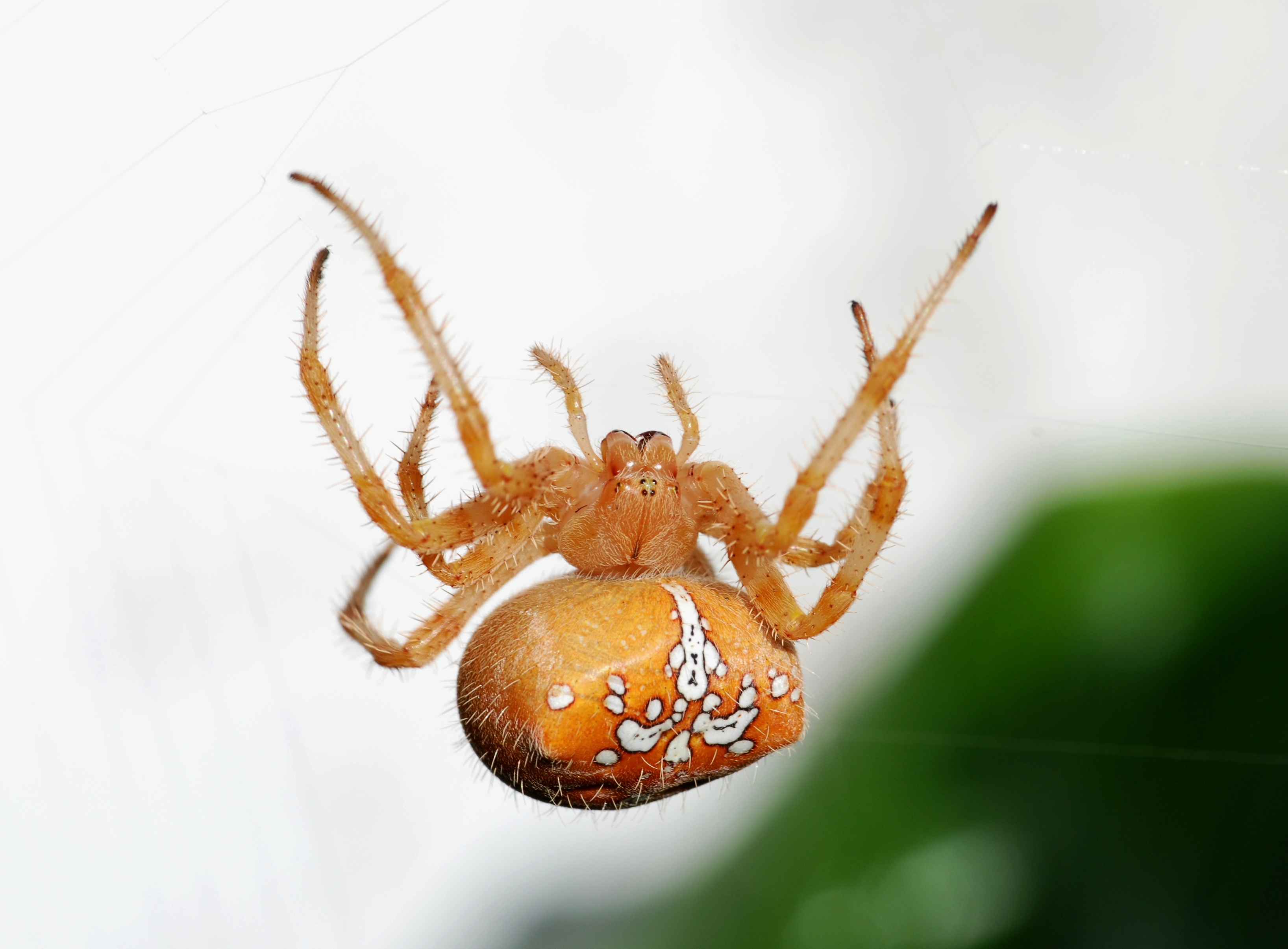